# Chile az 1988. évi téli olimpiai játékokon
Chile a kanadai Calgaryban megrendezett 1988. évi téli olimpiai játékok egyik részt vevő nemzete volt. Az országot az olimpián 1 sportágban 5 sportoló képviselte, akik érmet nem szereztek.

## Alpesisí
Férfi
| Versenyző            | Versenyszám            | 1. futam      | 1. futam      | 2. futam | 2. futam | Összesítés    | Összesítés    |
| Versenyző            | Versenyszám            | Idő           | Hely.         | Idő      | Hely.    | Idő           | Helyezés      |
| -------------------- | ---------------------- | ------------- | ------------- | -------- | -------- | ------------- | ------------- |
| Dieter Linneberg     | Lesiklás               |               |               |          |          | 2:11,16       | 42.           |
| Nils Linneberg       | Lesiklás               |               |               |          |          | 2:09,83       | 41.           |
| Nils Linneberg       | Óriás-műlesiklás       | nem ért célba | nem ért célba | kiesett  | kiesett  | kiesett       | kiesett       |
| Nils Linneberg       | Szuperóriás-műlesiklás |               |               |          |          | nem ért célba | nem ért célba |
| Paulo Oppliger       | Műlesiklás             | kizárták      | kizárták      | kiesett  | kiesett  | kiesett       | kiesett       |
| Paulo Oppliger       | Óriás-műlesiklás       | 1:13,16       | 51.           | 1:10,60  | 43.      | 2:23,76       | 44.           |
| Paulo Oppliger       | Szuperóriás-műlesiklás |               |               |          |          | 1:49,71       | 37.           |
| Juan Pablo Santiagos | Műlesiklás             | 1:00,31       | 37.           | 55,51    | 24.      | 1:55,82       | 25.           |
| Juan Pablo Santiagos | Óriás-műlesiklás       | 1:12,69       | 49.           | 1:08,78  | 40.      | 2:21,47       | 40.           |
| Juan Pablo Santiagos | Szuperóriás-műlesiklás |               |               |          |          | 1:48,74       | 33.           |
| Mauricio Rotella     | Műlesiklás             | nem ért célba | nem ért célba | kiesett  | kiesett  | kiesett       | kiesett       |
| Mauricio Rotella     | Óriás-műlesiklás       | 1:12,40       | 47.           | 1:10,73  | 44.      | 2:23,13       | 43.           |

| Versenyző            | Versenyszám | Lesiklás      | Lesiklás      | Lesiklás      | Műlesiklás | Műlesiklás | Műlesiklás | Műlesiklás | Műlesiklás | Műlesiklás | Műlesiklás | Összesítés | Összesítés |
| Versenyző            | Versenyszám | Lesiklás      | Lesiklás      | Lesiklás      | 1. futam   | 1. futam   | 2. futam   | 2. futam   | Össz.      | Össz.      | Össz.      | Összesítés | Összesítés |
| Versenyző            | Versenyszám | Idő           | Pont          | Hely.         | Idő        | Hely.      | Idő        | Hely.      | Idő        | Pont       | Hely.      | Pont       | Helyezés   |
| -------------------- | ----------- | ------------- | ------------- | ------------- | ---------- | ---------- | ---------- | ---------- | ---------- | ---------- | ---------- | ---------- | ---------- |
| Dieter Linneberg     | Összetett   | 1:55,97       | 100,12        | 37.           | kiesett    | kiesett    | kiesett    | kiesett    | kiesett    | kiesett    | kiesett    | kiesett    | kiesett    |
| Nils Linneberg       | Összetett   | nem ért célba | nem ért célba | nem ért célba | kiesett    | kiesett    | kiesett    | kiesett    | kiesett    | kiesett    | kiesett    | kiesett    | kiesett    |
| Paulo Oppliger       | Összetett   | 1:57,65       | 118,66        | 42.           | 51,54      | 27.        | kizárták   | kizárták   | kiesett    | kiesett    | kiesett    | kiesett    | kiesett    |
| Juan Pablo Santiagos | Összetett   | 1:58,52       | 128,27        | 45.           | 49,18      | 23.        | 47,91      | 22.        | 1:37,09    | 95,93      | 21.        | 224,20     | 23.        |